# 田中エリナ
田中 エリナ（たなかえりな、本名:田中 えり奈、1984年〈昭和59年〉10月9日 - ）は、日本の女性起業家、実業家、地方政治家（松山市議会議員）。
マーケティング会社MICHEL代表取締役で、愛媛プロレスの運営会社である株式会社魅せるぜえひめ愛の創立者兼会長を勤める。株式会社三福ホールディングスにて社外取締役、松山銀天街振興組合にて理事としても活動中。

## 来歴
愛媛県松山市に生まれる。 愛媛県立松山東高等学校を経て、津田塾大学英米文学科異文化コミュニケーションを卒業。
その後、愛媛に戻り、リクルートに入社。ブライダル情報誌「ゼクシィ」の企画営業を担当。
2012年に他の女性とともに株式会社ミシェルを起業した。
2016年、四国初のプロレス団体となる愛媛プロレスを旗揚げする。
2022年4月、松山市議会議員選挙にて新人無所属ながら得票数8,836票にてトップ当選した。BBbb
2022年8月、松山市議会議員新人の清水義郎、渡邉啓之と共に、新会派「まつやまチェンジアクション」を設立し会派代表に就任。新人のみの会派設立は松山市議会では初となる。
2023年9月27日にバスケットボールのBリーグ理事に選ばれた。

## 講演実績
2019.5.22 愛媛銀行女性職員合同研修 女性職員合同研修にて女性の活躍について講演
2021.10.2 公益財団法人松山市男女共同参画推進財団にて【女性活躍のために、今、あなたができること】について講演
2021.11.11 愛媛男女参画グループ　令和3年度SDGsゴール5「ジェンダー平等」啓発講座にて 【地方創生の鍵を握る 女性の多様なワークスタイルとキャリア】について講演
2022.3.16 愛媛銀行主催 【「始めよう自分改革」女性がいい仕事をして豊かに暮らすために】について講演
2022.11.24 母校である愛媛県立松山東高等学校にて講演&特別授業
2022.11.24 選挙ドットコム主催オンラインセミナー「ネット選挙を駆使した当選者に直接聞く!地方選挙における活用ポイント」にて講演
2022.12.08 愛媛新聞販売店経営者様が集う石鎚会にてマーケティングをテーマに講演
2022.12.17 愛媛県商工会青年部連合会にて「マーケティングで世界で勝てる地域を創る」講演
2023.01.20 障がい者支援施設泰斗福祉会にて「松山市の未来について考えよう、地域のために、今、私たちができること」講演
2023.01.25 愛媛県商工会連合会主催の商工会女性部リーダー研修会・主張発表県大会にて「これからの時代の女性の生き方、始めよう私改革～ポジティブに“働く”をデザインする方法～」講演

## 人物
JDSF所属の現役競技ダンスA級選手である。